# Глебова, Тамара Андреевна
Тамара Андреевна Глебова (род. 23 июня [5 июля] 1894; дер. Коротнёво, уезд Мологский, Ярославская губерния, Российская империя — март 1942 [1944]; Новосибирск, РСФСР, СССР) — советская актриса театра и кино, режиссёр, сценарист, танцовщица, художник-постановщик.

## Биография
Родилась 23 июня (5 июля) 1894 года в деревне Коротнёво Мологского уезда Ярославской губернии.
После учёбы получила музыкальное и драматическое образование. Много танцевала на сцене. Театральная карьера Глебовой началась с БДТ, после стала артисткой Александринского театра с 1926 года. В нём играла как главные и вторые, так и небольшие роли.
Скончалась в марте 1942 или 1944 года в Новосибирске Советского Союза.

## Творчество

### Фильмография
- 1925 — Девятое января — императрица Александра Фёдоровна
- 1938 — Враги — Полина Бардина
- 1939 — Наездник из Кабарды — Фатимат
- 1941 — Антон Иванович сердится — Наталия Михайловна, жена Воронова
- 1941 — Приключения Корзинкиной — член жюри
- 1941 — Фронтовые подруги — медсестра

### Режиссёрские работы
- 1922 — Лигерия (короткометражный)
- 1922 — Лигейя (короткометражный)
- 1919 — Железная пята

### Сценаристические работы
- 1922 — Лигерия (короткометражный)
- 1922 — Лигейя (короткометражный)

### Художественные работы
- 1919 — Железная пята

Александринский театр:
- «Бархат и лохмотья» («Свадьба Ван-Броувера»), 1927 (Анна-Катарина)
- «Волки и овцы», 1927 (Евлампия Николаевна Купавина, богатая вдова)
- «Доходное место», 1928 (Анна Павловна, жена Вышневского, молодая женщина)
- «Шахтер» («Голос недр»), 1928 (Кедрова)
- «Павел I», 1928 (Великая княгиня Елизавета)
- «Огненный мост», 1929 (Гильда Хорн)
- «1905 год» («Баррикады»), 1930 (Курсистка)
- «1905 год» («Баррикады»), 1930 (Наташа)
- «Нашествие Наполеона», 1931 (Бригит)
- «На всякого мудреца довольно простоты», 1931 (Клеопатра Львовна Мамаева)
- «Страх», 1931 (Валентина, дочь профессора Бородина, скульптор)
- «Доходное место», 1932 (Анна Павловна, жена Вышневского, молодая женщина)
- «Дон Жуан», 1932 (Эльвира)
- «Дон Кихот», 1933 (Мария Луиса)
- «Суд», 1933 (Лизхен)
- «Вершины счастья», 1934 (Миссис Стид)
- «Чужой ребенок», 1934 (Агриппина Семеновна)
- «Безумный день, или Женитьба Фигаро», 1935 (Марселина)
- «Салют, Испания!», 1936 (Мария Ортего)
- «Кукольный дом», 1936 (Фру Линне)
- «На берегу Невы», 1937 (Елизавета Растегина)
- «Доходное место», 1938 (Анна Павловна, жена Вышневского, молодая женщина
- «Бабушка», 1939 (Елена Васильевна Малова, архитектор)
- «Ленин» («1918 год»), 1939 (Массовые сцены)
- «Фландрия» («Отечество»), 1940 (Графиня де Ризоор)
- «Горе от ума», 1941 (Графиня-внучка)